# Сборная Греции по футболу (до 21 года)
Молодёжная сборная Греции по футболу — команда игроков до 21 года, представляющая Грецию на международных турнирах молодёжных команд. В команду могут приниматься только граждане Греции и только лица греческой национальности либо имеющие греческие корни.
Сборная Греции всего 4 раза участвовала в финальных стадиях Чемпионата Европы для молодёжных команд, но дважды (в 1988 и 1998 годах) выходила в финал и оба раза проигрывала там. Несмотря на непопадание на чемпионат Европы 2004 года для молодёжных команд, автоматически молодёжная сборная как сборная хозяйки Олимпиады 2004 года попала в финальную часть Олимпийского футбольного турнира, где, однако, не вышла из группы.
Несмотря на относительно слабые результаты, греческая молодёжка раскрыла таланты таких игроков, как Лукас Винтра (игрок с чешскими корнями), Димитрис Салпингидис (лучший игрок Греции 2008 года, также вывел греческую сборную на чемпионат мира 2010 и забил там первый гол Греции на чемпионатах мира), Димитриос Пападопулос (чемпион Европы 2004 года, родившийся в СССР) и Вангелис Морас (звезда итальянской «Болоньи»).